# Laterna (nawigacja)

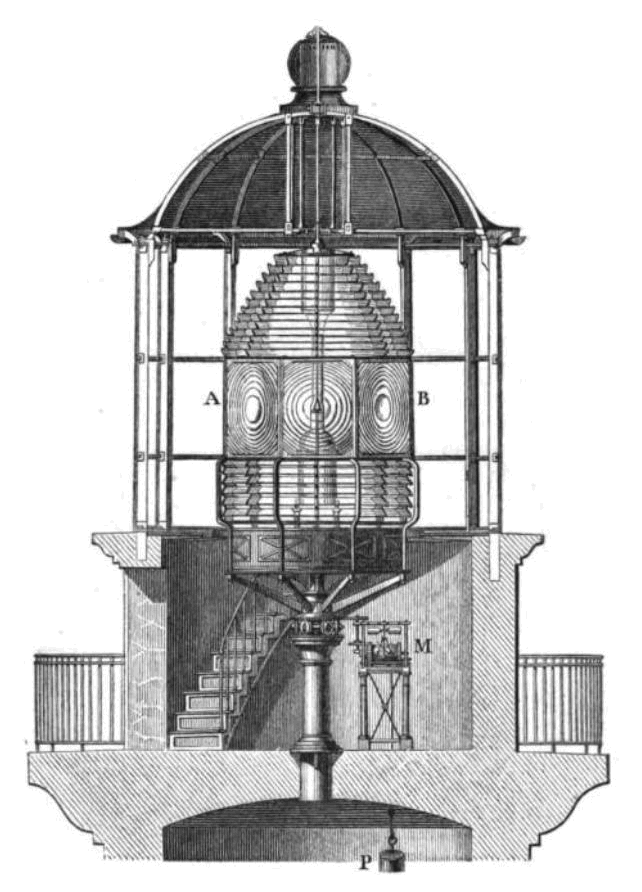
Laterna z soczewką Fresnela

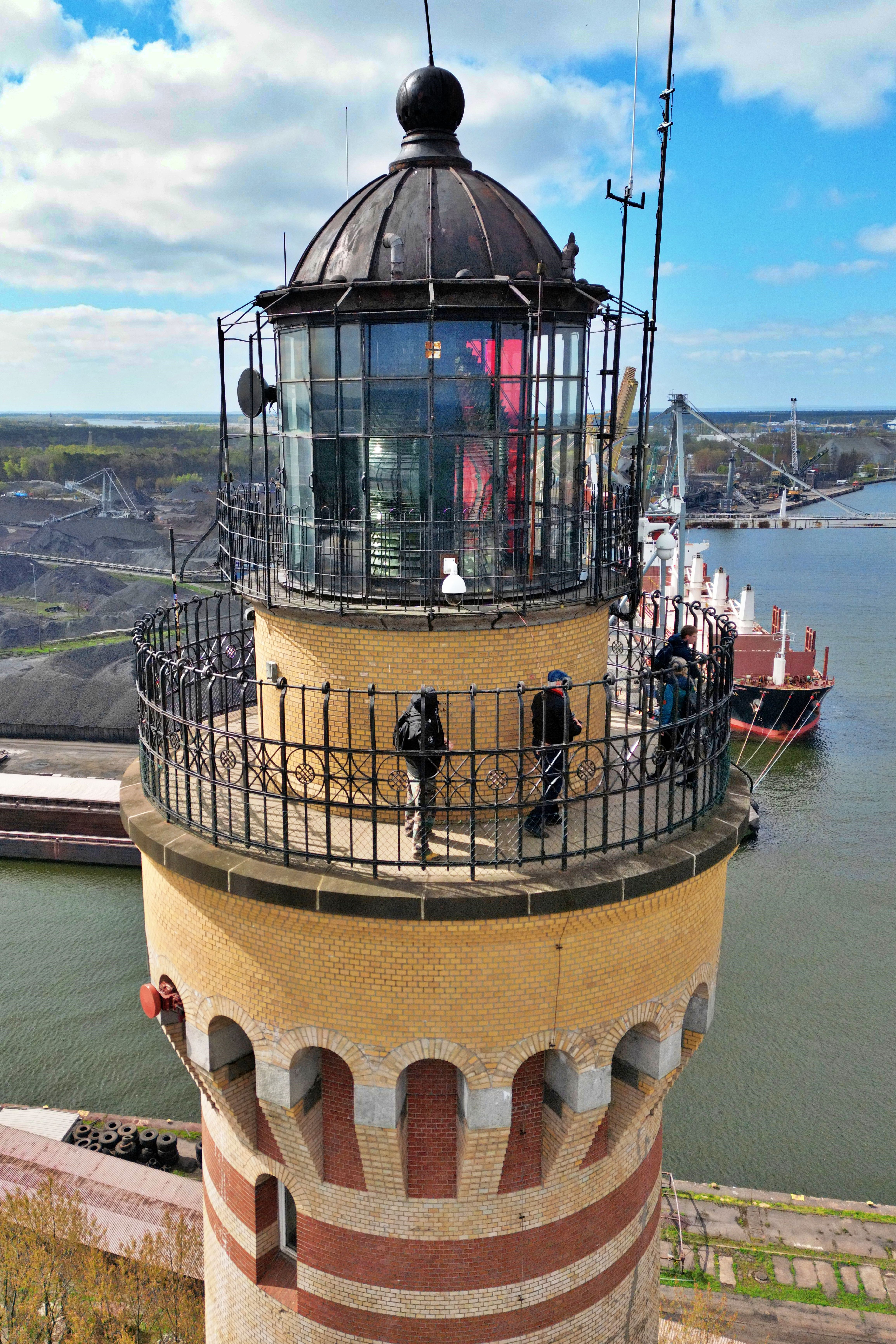
Laterna Latarni Morskiej Świnoujście

Laterna – przeszklone, najczęściej najwyższe, pomieszczenie latarni morskiej, w którym znajduje się urządzenie optyczne i źródło światła albo cała górna część budowli.
Osłony światła nawigacyjnego stosowano już w starożytności, kiedy źródłem płomienia były lampy oliwne lub świece. Pod koniec XVIII wieku rozpowszechniły się laterny w nadal stosowanej formie: przezroczystej obudowy pokrytej stożkowatym lub kopulastym dachem. Szyby laterny są czasami nachylone albo ogrzewane, by zapobiec gromadzeniu się śniegu. Wraz z rozwojem techniki na laternach zaczęto umieszczać anteny przekaźnikowe i radarowe.